# هيئة الخدمات الصحية الوطنية الويلزية
هيئة الخدمات الصحية الوطنية الويلزية (بالإنجليزية: NHS Wales)‏ هو نظام الرعاية الصحية الممول من القطاع العام، وأحد الأنظمة الأربعة التي تشكل الخدمة الصحية الوطنية في المملكة المتحدة.
تم تشكيل هيئة الخدمات الصحية والوطنية الويلزية كجزء من نظام الصحة العامة في إنجلترا وويلز الذي تم إنشاؤه بموجب قانون الخدمة الصحية الوطنية لعام 1946 تحت إشراف وزير الدولة لويلز في عام 1969. في ذلك العام، تولى مسؤولية الخدمات الصحية في ويلز، بدعم من مكتب ويلز الذي تم إنشاؤه في عام 1964.
في أعقاب استفتاء تفويض السلطة قبل التشريع الويلزي في 18 سبتمبر 1997، تم منح الموافقة الملكية في 31 يوليو لقانون حكومة ويلز لعام 1998. أدى هذا إلى إنشاء الجمعية الوطنية لويلز، والتي نقلت المسؤولية العامة عن هيئة الخدمات الصحية الوطنية الويلزية إليها في عام 1999.
تقدم هيئة الخدمات الصحية والوطنية الويلزية خدمات الطوارئ ومجموعة من خدمات الرعاية الأولية والثانوية والمتخصصة. تقدم مستشفيات المنطقة العامة خدمات العيادات الخارجية وخدمات الحوادث والطوارئ، وهناك شبكة من المستشفيات المجتمعية يديرها الأطباء العامون. تقدم المستشفيات التخصصية خدمات مثل وحدات الحروق والجراحة التجميلية والقلبية. تمول هيئة الخدمات الصحية والوطنية الويلزية أيضًا خدمات الأسنان والصيدليات وخدمات الصحة الجنسية. كما يتم تقديم الخدمات المجتمعية، بما في ذلك ممرضات المنطقة، والزائرين الصحيين، والقابلات، ومعالجي النطق المجتمعيين، وأخصائيي العلاج الطبيعي والمعالجين المهنيين.

## الهيكل

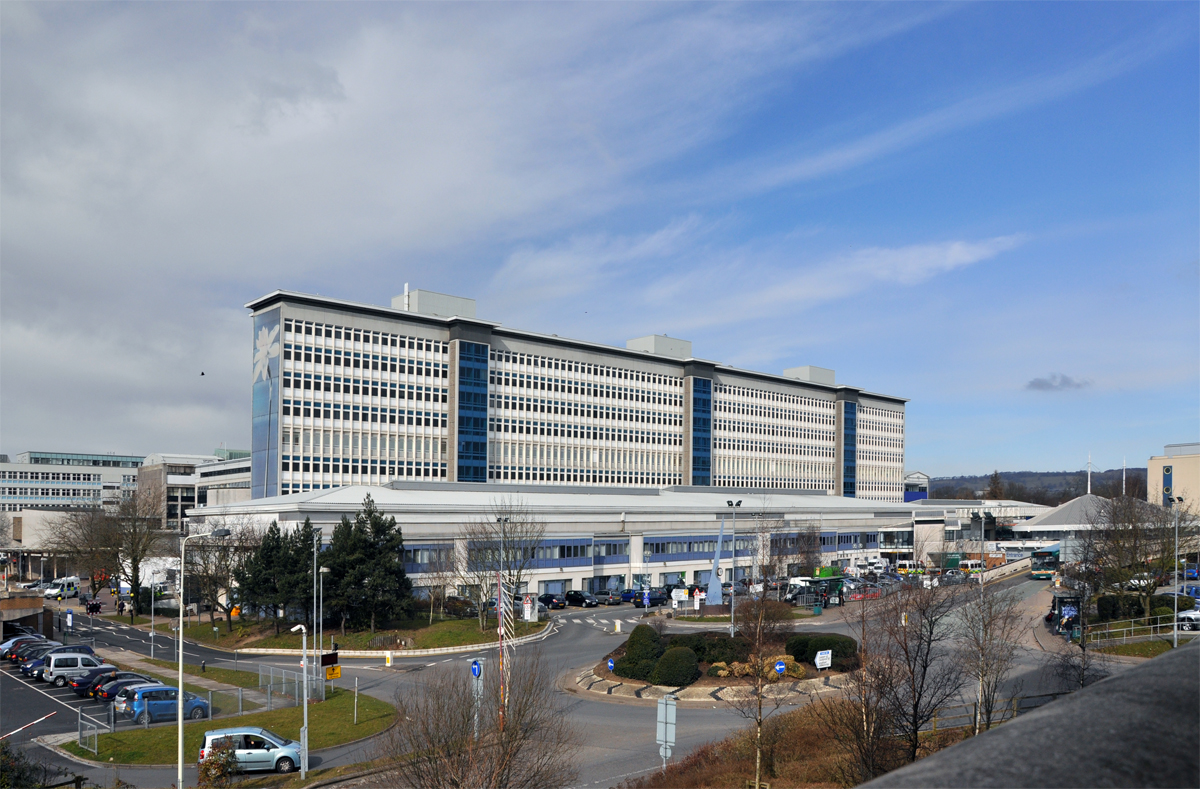
مستشفى جامعة ويلز في كارديف.

تقدم الوطنية للخدمات الصحية الخدمات من خلال سبعة مجالس صحية وثلاث صناديق الوطنية للخدمات الصحية.

### المجالس الصحية
يتم عرض المجالس الصحية المحلية السبعة (LHBs) في ويلز أدناه. كل مجلس مسؤول عن تقديم جميع خدمات الرعاية الصحية ضمن منطقة جغرافية مقسمة إلى عدد من مجموعات الشبكات.
| مجلس الصحة التدريس بوويز - منتصف بوويز - نورث بوويز - ساوث بوويز مجلس الصحة بجامعة كارديف وفيل - كارديف الشرقية - كارديف ساوث إيست - سيتي وكارديف ساوث - كارديف نورث - كارديف ساوث ويست - كارديف ويست - سنترال فال - الوادي الشرقي - الوادي الغربي مجلس الصحة بجامعة سوانسي باي - مشجع - باي هيلث - سيتي هيلث - كومتاوي - لوشور - نيث - بينديري - الوديان العليا مجلس الصحة بجامعة أنورين بيفان - بلايناو جوينت ايست - بلايناو جوينت ويست - كيرفيلي إيست - كيرفيلي نورث - جنوب كيرفيلي - مونماوثشاير نورث - مونماوثشاير ساوث - نيوبورت نورث - نيوبورت إيست - نيوبورت ويست - تورفين الشمالية - تورفين جنوب | مجلس الصحة بجامعة بيتسي كادوالادر - أنجلسي - أرفون - وسط وجنوب دينبيشير - كونوي الشرق - كونوي ويست - شمال شرق فلينتشاير - دويفور - شمال غرب فلينتشاير - ميريوند - جنوب فلينتشاير - شمال دنبيشير - جنوب ريكسهام - شمال وغرب ريكسهام - وسط ريكسهام مجلس الصحة بجامعة هويل دا - عمان / جويندراث - يانيلي - شمال كيرديجين - شمال بيمبروكشاير - جنوب كيرد - جنوب بيمبروكشاير - تاف / تيوي مجلس الصحة بجامعة كووم تف مورجانونج - شبكة بريدجند الشرقية - شبكة بريدجند الشمالية - شبكة بريدجند ويست - شمال سينون - شمال مرثير تيدفيل - شمال روندا - شمال طاف علي - جنوب سينون - جنوب مرثير تيدفيل - جنوب روندا - جنوب طاف علي |  |

### ممارسة عامة
في عام 2019، قررت حكومة ويلز تقديم خطة تعويض هيئة الخدمات الصحية والوطنية للأطباء العامين، لتقليل العبء المالي لأقساط التأمين الخاصة بهم. كان من المقرر خصم التكلفة، 11.3 مليون جنيه إسترليني من المبلغ العالمي، وبالتالي تقليل دخل ممارسة GP. لم ترحب الرابطة الطبية البريطانية بهذا الأمر، حيث اشتكت من تحمل تكاليف التعويض لجميع الموظفين الآخرين مركزيًا. تم تمويل مخطط مماثل في إنجلترا مركزيًا.

## العاملين
توفر الخدمات الوطنية الصحية ويلز الرعاية الصحية العامة في ويلز وتوظف بشكل مباشر 81044 موظفًا، مما يجعلها أكبر رب عمل في ويلز. في أبريل 2018، كان هناك 1926 ممارسًا عامًا يعملون في ويلز، أي أقل بـ 83 من عام 2017.
معظم الموظفين العاملين في الخدمات الوطنية الصحية ويلز، بما في ذلك الموظفين غير الطبيين والأطباء الممارسين (معظمهم متعاقدون مستقلون)، مؤهلون للانضمام إلى نظام المعاشات التقاعدية الخدمات الوطنية الصحية، والذي اعتبارًا من 1 أبريل 2015، هو مخطط مزايا محددة لمتوسط الراتب الوظيفي.

### دفع
قرر وزير الصحة الويلزي مارك دراكفورد أنه اعتبارًا من سبتمبر 2014 سيتم دفع أجور موظفي الخدمات الوطنية الصحية ويلز على الأقل أجر المعيشة، مما أدى إلى حصول حوالي 2400 موظف على زيادة في الراتب تصل إلى 470 جنيهًا إسترلينيًا فوق معدلات التغيير في المملكة المتحدة.
قيل إن صفقة الأجور لموظفي الخدمات الوطنية الصحية في ويلز للفترة 2018-2021 كانت أفضل من تلك الخاصة بموظفي الخدمات الوطنية الصحية في إنجلترا لأنها ضمنت مكافآت الأجور الأساسية للسنوات الثلاث المقبلة للموظفين الذين هم على رأس فرقهم.

## القضايا العابرة للحدود
تعني جغرافية ويلز أن هناك مناطق يلزم فيها إجراء ترتيبات عبر الحدود. عدد سكان شمال ويلز صغير جدًا لدعم الوحدات المتخصصة، لذلك يسافر المرضى إلى ليفربول ومانشستر. لا توجد مستشفيات كبيرة في وسط ويلز على الإطلاق. تم علاج أكثر من 31000 مريض من ويلز في المستشفيات الإنجليزية في 2013/4. في أكتوبر 2014، زعم جيريمي هانت أن المستشفيات الإنجليزية القريبة من الحدود الويلزية كانت تحت «ضغط لا يطاق على الإطلاق» وأن الناس فروا من «الخدمة الصحية من الدرجة الثانية» في ويلز.
يستند استحقاق رسوم الوصفات الطبية المجانية إلى الطبيب العام الذي تم تسجيل المريض معه، لذلك يستفيد منها بعض المرضى الذين يعيشون في إنجلترا.
اشتكى صندوق مؤسسة الوطنية للخدمات الصحية التابع لجامعة كوليدج لندن في يونيو 2015 من أن المفوضين خارج إنجلترا يستخدمون عملية موافقة مسبقة «مرهقة»، حيث يلزم اتفاق تمويل قبل كل مرحلة من مراحل العلاج. في نهاية 2014-2015، كان الصندوق مدينًا بأكثر من 2.3 مليون جنيه إسترليني لعلاج المرضى من خارج إنجلترا. اقترح مسح أجرته مجلة الخدمة الصحية أن هناك 21 مليون جنيه إسترليني من الديون المستحقة المتعلقة بالمرضى من الدول التي تم نقلها والتي تم علاجها في السنوات الثلاث الماضية، مقابل إجمالي فواتير بقيمة 315 مليون جنيه إسترليني من قبل صناديق الوطنية للخدمات الصحية الإنجليزية.

## النقد السياسي
خلصت دراسة استقصائية للمواقف تجاه هيئة الخدمات الصحية والوطنية الويلزية في عام 2014 إلى أن ويلز كانت تعتبر خدمة هيئة الخدمات الصحية والوطنية الويلزية عزيزة على قلوبهم، على الرغم من أن ما يقرب من ثلثي المستجيبين شعروا أن أداء هيئة الخدمات الصحية والوطنية الويلزية قد انخفض في السنوات الأخيرة. وجد الاستطلاع مجموعة واسعة من المشاكل الناجمة عن نقص الموارد. اشتكى الموظفون من أن المبلغين عن المخالفات يخاطرون بالانتحار المهني، وقال بعض المرضى إن الشكاوى أو المخاوف لم يتم أخذها على محمل الجد من قبل مديري الوطنية للخدمات الصحية
في فبراير 2016، نشرت منظمة التعاون الاقتصادي والتنمية مراجعة خلصت إلى أن أداء الوطنية للخدمات الصحية في ويلز كان مختلفًا قليلاً عن أداء بقية المملكة المتحدة. ووصفوا الأداء في جميع أنحاء المملكة المتحدة بأنه «متواضع إلى حد ما» قائلين إن السياسات العظيمة لم تترجم إلى ممارسات عظيمة. واقترحوا أن يكون الأطباء العامون أكثر انخراطًا في المجالس الصحية وأنه يجب نقل الموارد خارج المستشفيات.

## الشكاوي
تم الإبلاغ عن وجود 10395 شكوى مسجلة للموظفين حول مستويات التوظيف بين عامي 2012 و 2015. أكبر عدد من الشكاوى (3609) تتعلق بمجلس الصحة بجامعة كارديف وفيل. كان رد الحكومة أنه منذ عام 1999، زاد العدد الإجمالي للموظفين العاملين في الوطنية للخدمات الصحية الويلزية بمقدار الثلث. في عام 2015، كان هناك 2000 طبيب عام يعملون في الوطنية للخدمات الصحية في ويلز، وهو أعلى رقم على الإطلاق وزيادة بنسبة 11٪ منذ عام 2003. وزاد عدد الممرضات والقبالة والعاملين الصحيين الزائرين من 28157 في عام 2010 إلى 28300 في عام 2014.

## عمولة عبر الأحزاب
في فبراير 2015 كتب مارك دراكفورد إلى زعيم الديموقراطيين الليبراليين الويلزيين كيرستي ويليامز مقترحًا لجنة عبر الأحزاب حول مستقبلهيئة الخدمات الصحية والوطنية الويلزية. قال دراكفورد: «المناقشات حول المستقبل طويل الأمد لنظام الخدمات الصحية الوطنية الويلزية يجب أن تجلس خارج نطاق السياسة الحزبية اليومية.» في مارس 2015، رفض كل من بلايد سيمرو والمحافظين الويلزيين الاقتراح لأن اختصاصات اللجنة قد تم تحديدها بالفعل.

## روابط خارجية
- الموقع الرسمي تحرير هذا في ويكي بيانات
- هيئة الخدمات الصحية والوطنية الويلزية